# Joy Atim
Joy Atim Ongom (nhũ danh Joy Atim), (sinh ngày 15 tháng 9 năm 1968) là một nữ doanh nhân và chính trị gia người Uganda, hiện đang là đại biểu Quốc hội đương nhiệm đại diện cho phụ nữ Cử tri quận Lira trong Quốc hội Uganda lần thứ 10 (2016-2021).

## Bối cảnh và giáo dục
Bà sinh ra với tên khai sinh Joy Atim, vào ngày 15 tháng 9 năm 1968, tại Quận Lira, khu vực phía Bắc của Uganda. Atim theo học các trường địa phương cho giáo dục tiền đại học của mình. Năm 1989, bà được nhận vào trường Cao đẳng Thương mại Aduku, Aduku, quận Apac, tốt nghiệp hai năm sau đó với bằng Cao đẳng Nghiên cứu Kinh doanh (DipBS). Sau năm 2011, bà tốt nghiệp Đại học Quốc tế Kampala với bằng Cử nhân Hành chính công (BPA).

## Kinh nghiệm làm việc
Năm 1993, cô được công ty có tên "Riclen Printers" thuê làm việc như một nhân viên thu ngân trong sáu năm, cho đến năm 1999. Sau đó, cô chuyển sang một doanh nghiệp khác gọi là "Jocent Enterprises", nơi cô làm giám đốc điều hành, cho đến năm 2011. Sau đó, từ năm 2005, cô là giám đốc quản lý tại một doanh nghiệp khác gọi là "Hillside Annex", một vị trí cô vẫn giữ trong khi là thành viên của quốc hội.

## Sự nghiệp chính trị
Trong chu kỳ bầu cử 2006 - 2011, Joy Atim đã được bầu vào Chính quyền địa phương quận Lira, phục vụ ở đó với tư cách là Ủy viên hội đồng quận. Năm 2011, bà tranh cử đại diện cho phụ nữ ở quận Lira trong Quốc hội khóa 9 (2011 đến 2016). Trong lần đó, bà đã tranh cử như một ứng cử viên độc lập và giành chiến thắng.
Trong cuộc bầu cử năm 2016, Atim đã tranh cử với tư cách thành viên của đảng chính trị Đảng Dân chủ đối lập ở Ucraina (UPC), được bầu lại và là dân biểu đương nhiệm. Bà là một trong những thành viên của quốc hội Uganda, người phản đối việc sửa đổi hiến pháp, để xóa bỏ giới hạn tuổi tổng thống. Các cuộc biểu tình chính trị của bà đã bị Lực lượng cảnh sát Uganda nhắm đến, dẫn đến thương tích và phải nhập viện cho người tham gia.